# Bror Mellberg
Bror Lars Astley Mellberg (Ambjörby, 1923. november 9. – 2004. szeptember 8.) svéd válogatott labdarúgó. Olof Mellberg nagybátyja.
A svéd válogatott tagjaként részt vett az 1950-es és az 1958-as világbajnokságon.

## Sikerei, díjai

### Klub
- AIK Fotboll
  - Svéd kupa: 1949, 1950
- Genoa CFC
  - Seria B: 1952-53
- Toulouse FC
  - Francia másodosztály: 1952-53

### Egyéni
- Francia másodosztály gólkirálya: 1952-53